# Joseph Hooker (militar)
Joseph Hooker (13 de noviembre de 1814 - 31 de octubre de 1879) fue un militar profesional de Estados Unidos de América que luchó en la guerra mexicano-estadounidense, y luego en la guerra civil estadounidense, en donde llegó a ser general de división (mayor general) de la Unión. Aunque sirvió en toda la guerra, y generalmente con distinción, Hooker es recordado por su contundente derrota sufrida ante el general Robert E. Lee en la batalla de Chancellorsville en 1863.
Fue conocido como “Fighting Joe" (Luchador Joe) durante la Guerra Civil.

## Primeros años
Hooker nació en Hadley, Massachusetts, y era nieto de un capitán que luchó en la guerra de independencia. Se graduó en la Academia Militar de Estados Unidos en 1837, y fue enviado como subteniente al 1.º de Artillería. Su primer destino estuvo en Florida, luchando en la segunda guerra Semínola. Participó también en la guerra mexicano-estadounidense en el estado mayor de Zachary Taylor y luego de Winfield Scott. Fue ascendido provisionalmente por su liderazgo y valentía en tres batallas: Monterrey (a capitán), Puente Nacional (Comandante -mayor-), y Chapultepec (teniente coronel). Su fama de mujeriego comenzó en México, en donde era conocido como “Handsome captain” (“el capitán guapo”).
Tras la guerra sirvió como asistente del general adjunto de la Pacific División, pero renunció a su cargo en 1853; su reputación fue dañada cuando testificó contra su superior, general Scott, en el juicio militar por insubordinación de Gideon Pillow. Hooker se estableció en Sonoma County, California como granjero y vendedor de tierras, pero fue más seguidor del juego y de la bebida que de la agricultura. Su casa aún existe en la ciudad de Sonoma. Cuando vivió en Sonoma se presentó para la elección de representante de la región en la asamblea legislativa de California, pero fue derrotado. Hooker estaba descontento e insatisfecho con su vida civil, y por ello en 1858 escribió al Secretario de la Guerra John B. Floyd para solicitar que su nombre fuera presentado al presidente Buchanan para que fuese ascendido a teniente coronel; no recibió respuesta. Sin embargo, entre 1859 a 1861, fue nombrado coronel de la milicia de California.

## Guerra Civil
Al comienzo de la guerra Hooker solicitó un mando, pero su primera solicitud fue rechazada, muy posiblemente por el enconado resentimiento que hacia el sentía Winfield Scott, general en jefe del Ejército de la Unión. Tuvo que pedir prestado dinero para viajar al este del país desde California. Después de ser testigo de la derrota de la Unión en la Primera batalla de Bull Run, escribió una carta al presidente de Estados Unidos, Abraham Lincoln, en donde se quejaba de la mala administración militar, indicaba sus propios méritos, y de nuevo solicitaba un mando. Fue entonces nombrado, en agosto de 1861, general de brigada de voluntarios con fecha del 17 de mayo. Mandó una brigada y luego una división en Washington D. C., la cual formaba parte del recién formado Ejército del Potomac de general de división –mayor general- George B. McClellan.

### 1862
En la Campaña de la Península de 1862 Hooker mandó la 2.º División del III Cuerpo y consiguió renombre por ser un líder que luchaba bien y de forma agresiva buscando los zonas clave de la batalla. Se distinguió en la batalla de Williamsburg (siendo ascendido por ello a general de división –mayor general- el 5 de mayo de 1862) y en toda la batalla de Seven Days. No estaba de acuerdo con la forma cautelosa en la que McClellan estaba llevando a cabo la campaña, y criticaba abiertamente su error por no capturar Richmond. La campaña de la Península consolidó también otras dos antiguas características de Hooker: su preocupación por el bienestar y moral de sus hombres, y su afición por el alcohol, incluso en plena batalla.
Mientras el ejército de McClellan se mantenía en la inactividad, Hooker fue trasladado al Ejército de Virginia del general de división –mayor general – John Pope. Su división perteneció primero al III Cuerpo del general de división –mayor general- Samuel P. Heintzelman, pero pronto, el 6 de septiembre, tras la campaña del Norte de Virginia y la segunda batalla de Bull Run, pasó a mandar dicho III Cuerpo. Mientras Robert E. Lee avanzaba con su Ejército de Virginia del Norte hacia Maryland, el III Cuerpo de Hooker fue asignado, con el nuevo nombre de I Cuerpo, al Ejército del Potomac, el 12 de septiembre, y luchó con distinción en la batalla de South Mountain y en la batalla de Antietam. En Antietam su Cuerpo lanzó el primer asalto de aquel día sangriento sobre las tropas de Jackson, enzarzándose en una larga lucha. Hooker, que estuvo animando a sus tropas en los primeros combates, tuvo que dejar la batalla a primera hora de la mañana debido a una herida en el pie, siendo sustituido por el general de brigada George G. Meade. Hooker dijo que la batalla podría haber sido una victoria decisiva de la Unión si él hubiera continuado en la batalla, pero que la habitual cautela de McClellan una vez más fue nefasta para las tropas del Norte, y que el mucho más pequeño ejército de Lee evitó por ello su destrucción. Con la paciencia ya hasta el límite, el presidente Lincoln reemplazó a McClellan por el general de división –mayor general - Ambrose Burnside.
La batalla de Fredericksburg en diciembre de 1862 fue otra derrota de la Unión en la que participó Hooker. Una vez recuperado de su herida en el pie, fue nombrado comandante del V Cuerpo por poco tiempo, ya que se le dio el mando de la “Gran División” formada por los Cuerpos III y V para participar en la campaña de invierno de 1862. En la batalla de Fredericksburg, Hooker se burla del plan de Burnside de asaltar las posiciones preparadas que hay en las alturas situadas detrás de la ciudad, juzgándolo “absurdo”. Su Gran División, sobre todo el V Cuerpo, sufre graves pérdidas en catorce inútiles asaltos ordenados por Burnside a pesar de las protestas de Hooker. Burnside continuó esta campaña con la humillante Marcha del Barro en enero de 1863 y Hooker criticó duramente a su superior, llegando casi a la insubordinación. Burnside planeó una sistemática depuración de sus subordinados, incluyendo a Hooker, y preparó dicho documento esperando el visto bueno del presidente. Pero la paciencia de Lincoln de nuevo se había agotado y lo que hizo fue relevar a Burnside.

### Ejército del Potomac

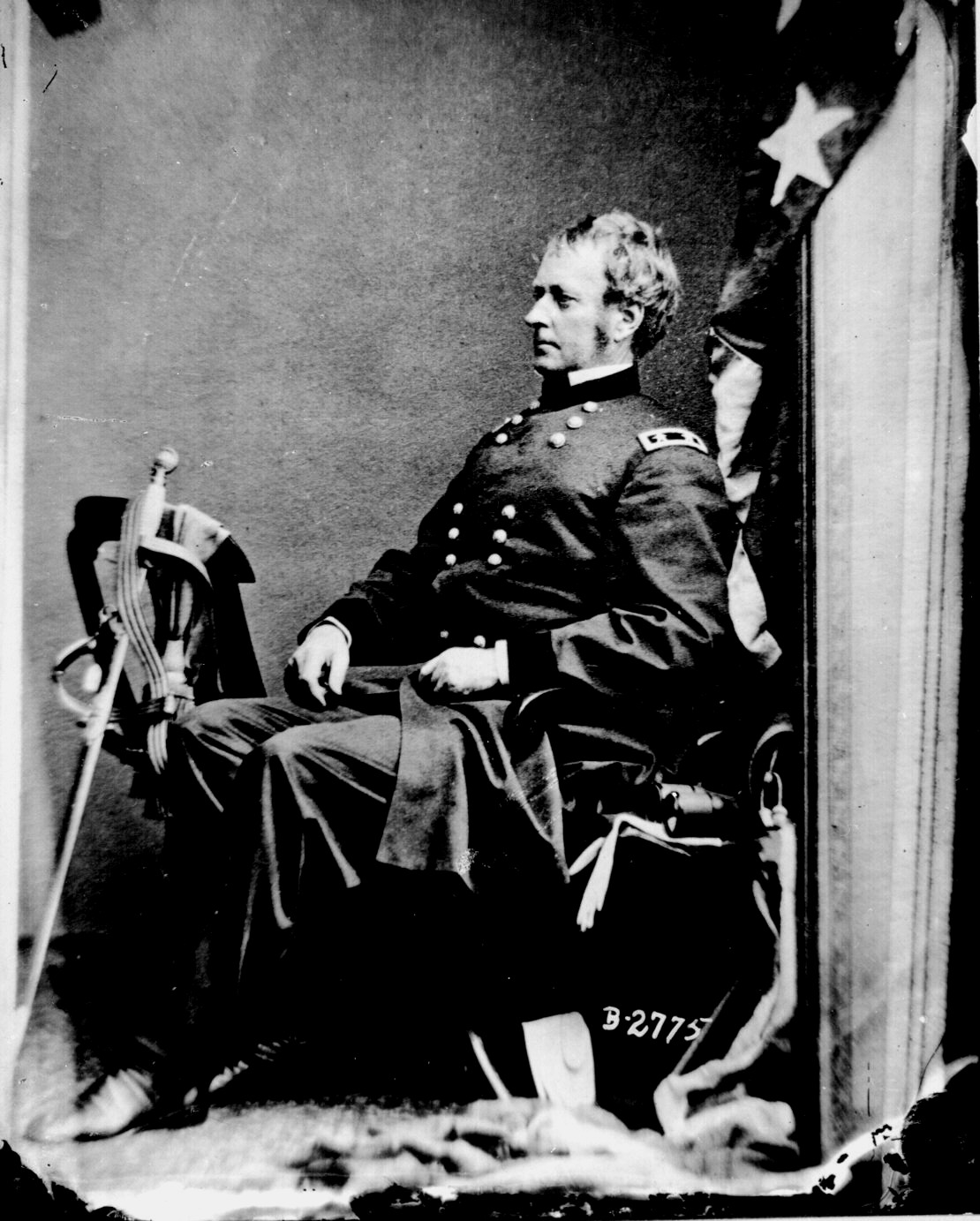
Mayor general Joseph Hooker

El nuevo comandante del Ejército del Potomac desde el 26 de enero de 1863 fue “Fighting” Joe Hooker. Parte del ejército vio este cambio como inevitable, dada la reputación de militar agresivo de Hooker, algo de lo que carecían sus antecesores. Durante la “Marcha del Barro” fue citado por un corresponsal de guerra del New York Times diciendo que “nada irá bien hasta que haya un dictador, y cuanto más pronto, mejor." Lincoln le escribió una carta a Hooker, en donde decía,

He oído, de tal manera que lo creo, que usted recientemente dijo que tanto el Ejército como el Gobierno necesitan un dictador. Desde luego no fue por esto, sino a pesar de ello, por lo que le he dado el mando. Sólo aquellos generales que tienen éxito pueden convertirse en dictadores. Lo que yo ahora le pido son éxitos militares y me arriesgaré a una dictadura.

Durante la primavera de 1863, Hooker se forjó una reputación de administrador extraordinario y restauró la moral de sus soldados, que había caído en picado a unos niveles muy bajos tras el mando de Burnside. Entre los cambios que realizó estuvo fijar el sueldo diario de las tropas, mejorar los sanitarios de campaña, mejora y transparencia en la intendencia, creación de una agrupación de cocineros, varias reformas en los hospitales, y una mejora en la manera de conceder los permisos (un hombre por compañía cada vez, 10 días de permiso). Otras medidas tenían como objetivo contener las deserciones (como la revisión de las cartas que los soldados recibían, la posibilidad de disparar a los desertores, y mejorar las líneas de piquetes en los campamentos), más y mejor instrucción, una mayor preparación de los oficiales, y por primera vez, reunir a la caballería federal en un único Cuerpo. Hooker dijo de su reconstruido ejército:

Tengo el más perfecto ejército del planeta. Tengo el más perfecto ejército que nunca haya brillado bajo el sol. ... Si el enemigo no huye, Dios les ayudará. Quizás Dios tenga piedad del general Lee, porque yo no la tendré.

También durante este invierno Hooker hizo varios cambios en los altos cargos de su ejército, incluyendo el relevo de los jefes de Cuerpo. Tanto la “Gran División Izquierda”, mandada por el general de división –mayor general- William B. Franklin, que juró que nunca serviría bajo las órdenes de Hooker, y el III Cuerpo mandado por el general de división –mayor general-Edwin Vose Sumner fueron relevados del mando, por recomendación de Burnside, en la misma orden que nombraba a Hooker para el mando. El IX Cuerpo era una potencial fuente de fricción dentro del ejército porque era el antiguo Cuerpo de Burnside, así que fue separado y enviado a la Península de Virginia bajo el mando del general de brigada William F. "Baldy" Smith, antiguo comandante del VI Cuerpo. (Tanto Franklin como Smith no eran de confianza para Hooker ya que anteriormente intrigaron políticamente contra Burnside y a favor de McClellan.)
Para el importante puesto de jefe de Estado Mayor, Hooker pidió al Departamento de Guerra que le enviaran al general de brigada Charles P. Stone, sin embargo no se le concedió. Stone había sido relevado, arrestado y encarcelado por su actuación en la batalla de Ball's Bluff en el otoño de 1861, a pesar de la falta de un proceso. Una vez que fue liberado, Stone no recibió ningún mando, principalmente debido a presiones políticas, lo que le dejó militarmente desterrado y deshonrado. La elección de Stone fue una de las cosas más extrañas que hizo Hooker.
A pesar de todo esto, Fighting Joe era un mal ejemplo de conducta para sus generales y sus ayudantes y subordinados. Su cuartel general en Falmouth, Virginia, fue descrito por un oficial de caballería como una mezcla de bar y burdel. Creó una red de colaboradores políticos leales que incluía al general de división –mayor general- Dan Butterfield como jefe de Estado Mayor o al impopular general político, general de división -mayor general- Daniel E. Sickles, al que le concedió el mando del III Cuerpo.

### Chancellorsville

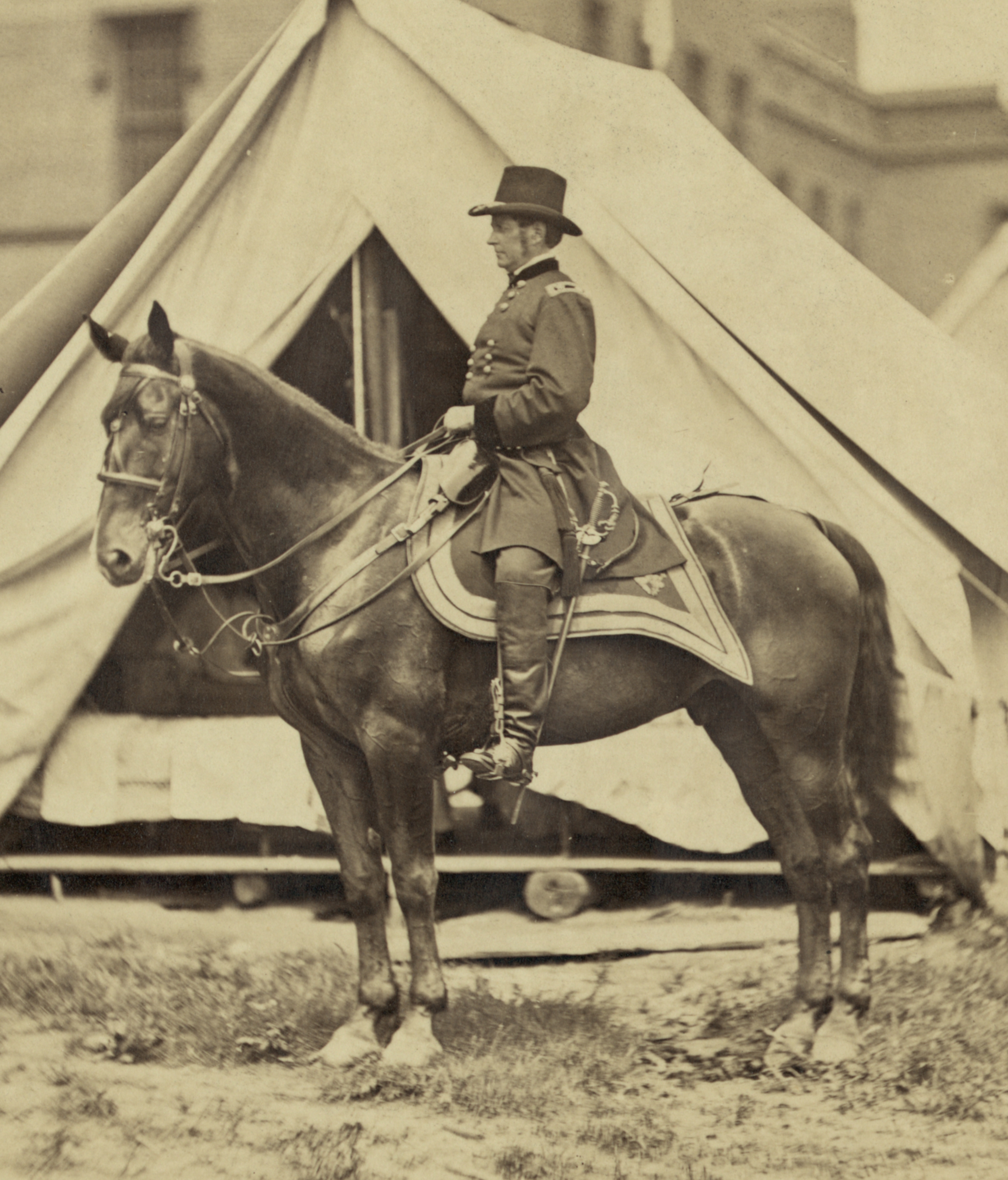
General "Fightin' Joe" Hooker

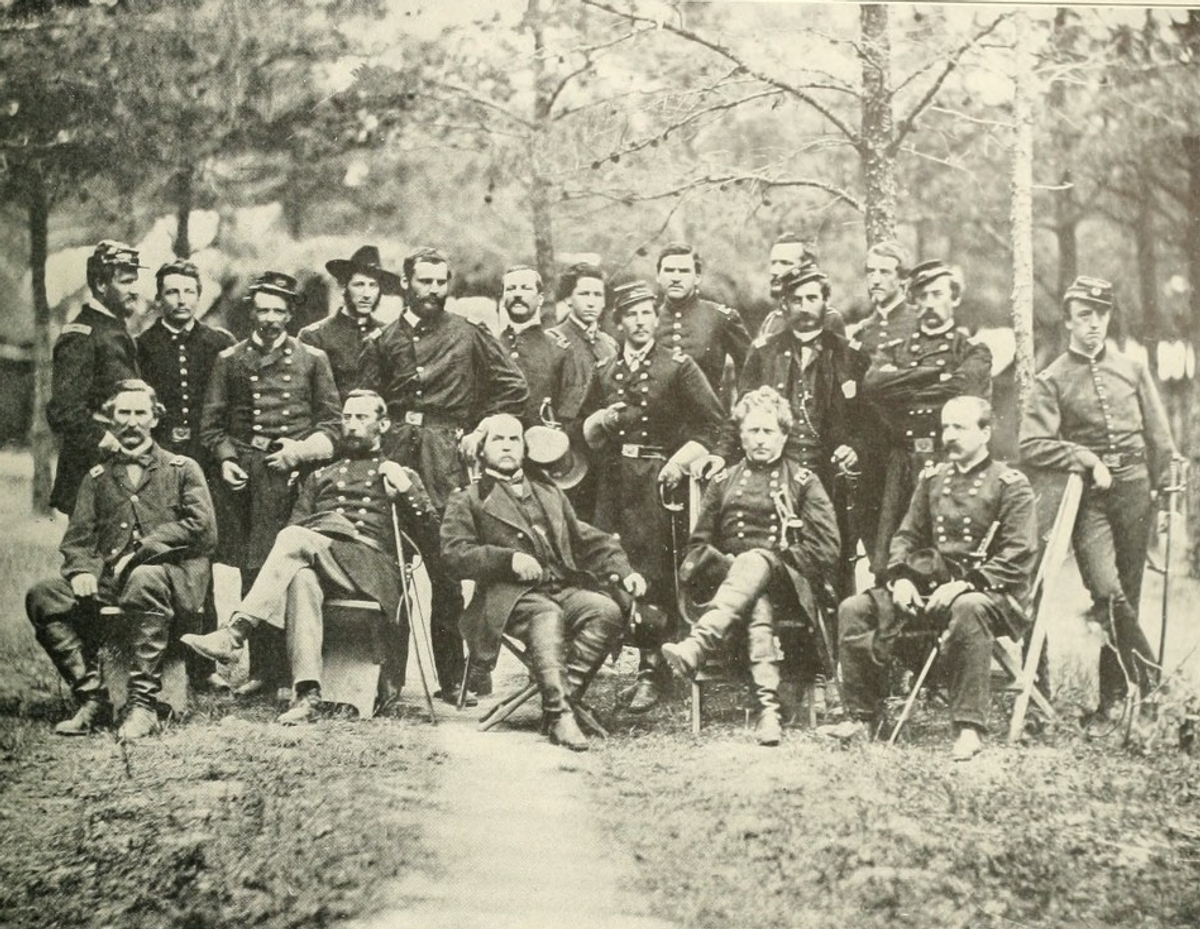
General Joseph Hooker (sentado el segundo por la derecha) y su Estado Mayor, 1863.

El plan de Hooker para la campaña de 1863 era elegante y prometedor. Primero planeó enviar a los cuerpos de caballería de la Unión a la retaguardia enemiga para entorpecer sus líneas de suministro y distraerlo del ataque principal. Luego fijaría al ejército de Robert E. Lee en Fredericksburg, mientras que con el grueso del Ejército del Potomac iniciaría una marcha de flanqueo para atacar al ejército confederado por la retaguardia. Una vez derrotado Lee, podría avanzar para capturar Richmond. Desafortunadamente para Hooker y la Unión, la ejecución de este plan no se ajustó a la elegancia del plan original. La incursión de caballería se realizó con mucha cautela por su jefe, el general de brigada George Stoneman, y no consiguió ninguno de sus objetivos. La marcha de flanqueo fue bastante bien, consiguiendo la sorpresa estratégica, pero Hooker por alguna razón perdió los nervios cuando el primer informe de contacto con el enemigo lo recibió el 1 de mayo de 1863. En vez de realizar un empuje agresivo sobre la retaguardia de Lee, retrocedió su ejército alrededor de Chancellorsville y esperó el ataque de Lee. Lee dividió su pequeño ejército en dos para contener en los dos frentes al ejército de Hooker. Separó de nuevo una de las partes de su ejército y envió al Cuerpo de Jackson a realizar una marcha de flanco al ala derecha de Hooker, atacando al XI Cuerpo de la Unión y derrotándolo. El Ejército del Potomac tuvo entonces que adoptar una postura defensiva y finalmente retirarse tras el río Rappahannock
La batalla de Chancellorsville ha sido llamada la “batalla perfecta de Lee” debido a su habilidad para derrotar a un ejército enemigo superior con tácticas atrevidas. Parte del error de Hooker debe de atribuirse a un mortal encuentro con una bala de cañón. Mientras estaba en el porche de su Cuartel General, la bala impactó en una columna de madera sobre la que estaba apoyado, golpeándole y dejándole sin sentido por unos minutos y sin poder moverse por el resto del día. A pesar de su incapacitación, se negó a los ruegos que le pedían que dejara el mando del ejército temporalmente al segundo jefe, el general de división —mayor general— Darius N. Couch. Varios de sus mandos subordinados, incluyendo al general Couch y al general de división -mayor general- Henry W. Slocum, abiertamente cuestionaron las decisiones de Hooker. Couch estaba tan irritado que rechazó volver a servir bajo Hooker. Las intrigas políticas se sucedieron en las siguientes semanas mientras los generales maniobraban para deponer a Hooker o para sustituirlo si Lincoln decidía destituirle.
Robert E. Lee de nuevo inició una invasión del Norte, en julio de 1863, y Lincoln le pide a Hooker que le persiga y le derrote. Sin embargo, el plan inicial de Hooker era ocupar Richmond, pero Lincoln rechazó dicha idea, así que el Ejército del Potomac se dirigió hacia el norte, intentando localizar al Ejército de Virginia del Norte de Lee mientras se escabullía por el Valle de Shenandoah hacia Pensilvania. La misión de Hooker era primero proteger Washington D. C. y Baltimore y en segundo lugar interceptar y derrotar a Lee. Desgraciadamente, Lincoln estaba perdiendo la confianza en Hooker. Cuando Hooker tuvo una discusión con el Cuartel General del Ejército sobre las fuerzas que defendían Harpers Ferry, de forma impulsiva solicitó su destitución en protesta, la cual fue rápidamente aceptada por Lincoln y el General en Jefe Henry W. Halleck. El 28 de junio, tres días antes de la decisiva batalla de Gettysburg, Hooker fue sustituido por el general de división –mayor general- George Meade. Hooker recibiría las Gracias del Congreso por su actuación al comienzo de la campaña de Gettysburg, pero toda la gloria sería para Meade.

### Teatro del Oeste
La carrera militar de Hooker no se había acabado tras su pobre actuación en el verano de 1863. Volvió a ganar reputación de buen comandante cuando fue transferido con los Cuerpos XI y XII del Ejército del Potomac hacia el oeste para reforzar al Ejército de Cumberland en Chattanooga, Tennessee. Hooker estuvo al mando en la batalla de Lookout Mountain, desempeñando un importante papel en la decisiva victoria del teniente general Ulysses S. Grant en la batalla de Chattanooga. Fue ascendido en campaña a general de división —mayor general— del ejército regular por su actuación en Chattanooga, pero quedó decepcionado al enterarse de que en el informe de la batalla que hizo Grant se reseñaba con más valor la actuación de William Tecumseh Sherman que la suya.
Hooker lideró sus dos cuerpos (que ahora recibieron la nueva denominación de XX Cuerpo) competentemente en la campaña de Atlanta de 1864 dirigida por Sherman, pero pidió ser relevado antes de la captura de dicha ciudad debido a su descontento por la promoción del general de división –mayor general- Oliver O. Howard para mandar el Ejército del Tennessee tras la muerte de su jefe el general de división –mayor general- James B. McPherson. No sólo Hooker era más antiguo que Howard, sino que también culpó a Howard en gran parte de su derrota de Chancellorsville (Howard era jefe del XI Cuerpo que soportó más duramente el ataque de flanco de Jackson). Al parecer el mismo Lincoln intentó convencer a Sherman de que debía de elegir a Hooker como jefe del Ejército del Tennessee, pero Sherman amenazó con renunciar a su cargo si el presidente insistía, pero esto no ha podido ser demostrado con fuentes primarias del Records of the American Civil War.
Después de salir de Georgia, Hooker mandó en Departamento del Norte, que comprendía los estados de Míchigan, Ohio, Indiana e Illinois, y con el cuartel general en Cincinnati, Ohio, desde el 1 de octubre de 1864 hasta el final de la guerra. Por esta fechas se casó con Olivia Groesbeck, hermana del congresista William S. Groesbeck.

### Tras la guerra

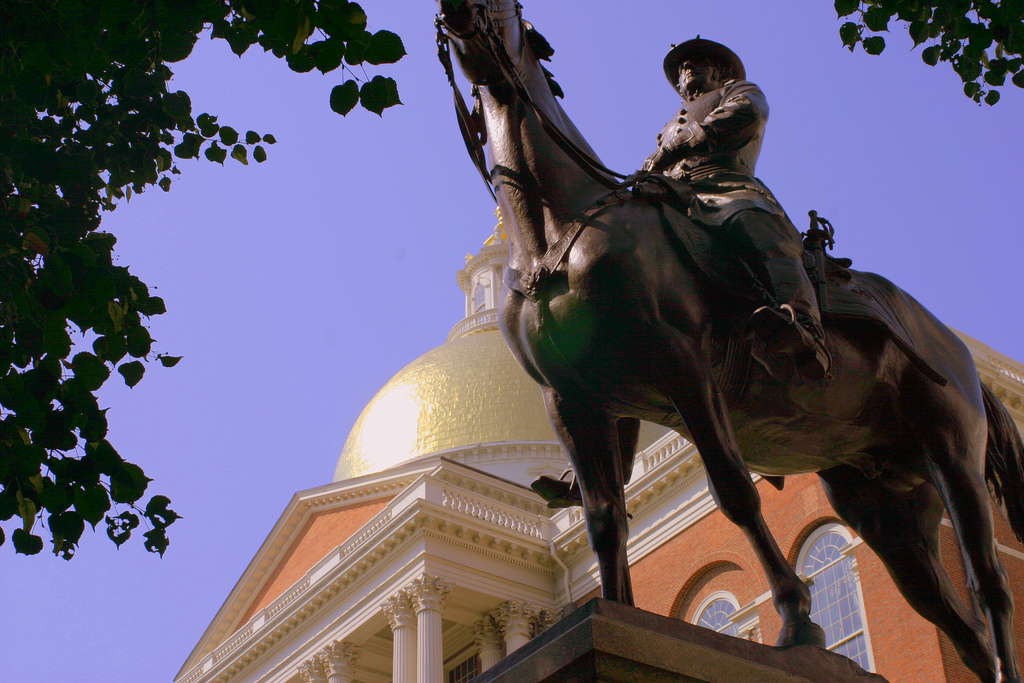
Estatua ecuestre de Hooker en Massachusetts.

Tras la guerra empeoró la salud de Hooker, y sufrió parálisis parcial por un golpe. Fue licenciado del servicio de voluntarios el 1 de septiembre de 1866, y se retiró del Ejército de los Estados Unidos el 15 de octubre de 1868 con el rango de general de división –mayor general- del Ejército Regular. Murió en una visita a Garden City, New York, y está enterrado en el cementerio de Spring Grove, Cincinnati, Ohio.
Hooker fue popularmente conocido como "Fighting Joe" Hooker (“Luchador Joe”), un apodo que aborrecía profundamente; decía que “la gente pensará que soy un salteador o un bandido." Cuando una crónica periodística llegó a Nueva York durante la Campaña de la Península, un error tipográfico modificó la galera "Fighting — Joe Hooker Attacks Rebels" eliminando el guion, quedando así el apodo. Robert E. Lee de vez en cuando se refería a él como “Mr. F. J. Hooker” de forma sarcástica.
La reputación de Hooker de borracho y mujeriego se fue arraigando por rumores del ejército anterior a la guerra y ha sido motivo de numerosas anécdotas. Su biógrafo Walter H. Hebert dice que los hábitos personales del general son “objeto de mucho debate” aunque hubo poco debate en la opinión pública de su época. Sus hombres parodiaban a Hooker en la popular canción de guerra Marching Along. Las líneas

McClellan es nuestro líder,
Él es valiente y fuerte

Fue reemplazado por

Joe Hooker es nuestro líder,
El toma su whiskey fuerte.

El historiador Stephen W. Sears, sin embargo, piensa que no hay base suficiente para decir que Hooker fue un borracho o que estuvo incluso en alguna batalla ebrio.
Hay una leyenda popular que dice que el significado en argot de “hooker” como prostituta se deriva de su nombre a causa de la animación y falta de disciplina militar de sus cuarteles generales. Alguna versión de la leyenda dice que la cuadrilla de prostitutas que seguían a su división fue apodada como “el Ejército del General Hooker” o “la Brigada de Hooker”. Sin embargo, el término “hooker” fue utilizado con anterioridad a 1845, mucho antes de que Hooker fuera una figura pública, y es probable que derive de la concentración de prostitutas a lo largo de los astilleros y las estaciones de los transbordadores de Corlear's Hook en Manhattan en la primera mitad del siglo XIX. La leyenda de Hooker pudo sin embargo servir para popularizar dicho término.